# RAROC
RAROC (англ. Risk-adjusted return on capital) — финансовый показатель, характеризующий рентабельность капитала, скорректированную на риск. Показатель определяется как отношение чистой прибыли (с учётом затрат на хеджирование) за вычетом ожидаемых вследствие экономического риска потерь к капиталу, резервируемому против совокупного нехеджированного риска.
Применяется для составления целостной картины рентабельности в банковском и инвестиционном бизнесе в управлении рисками (для определения оптимальной структуры капитала) и управлении ключевыми показателями эффективности (для определения лимитов на капитал подразделений), может исчисляться как для отдельных операций и подразделений, так и для организации в целом.
Показатель был предложен специалистом Bankers Trust Дэном Борге (Dan Borge) в конце 1970-х годов, с 1990-х годов широко используется в регулирующих материалах Базельского комитета по банковскому надзору.